# Райо Махадаонда
Райо Махадаонда (ісп. Club de Fútbol Rayo Majadahonda, ісп. вимова: [ˈraʝo maxaðaˈonda]) — іспанський футбольний клуб з міста Махадаонда, автономне співтовариство Мадрид. Заснований в 1976 році, він грає в Прімері Федерасьйон — група 1, проводячи домашні ігри на стадіоні Серро дель Еспіно, місткістю 3800 місць.

## Історія

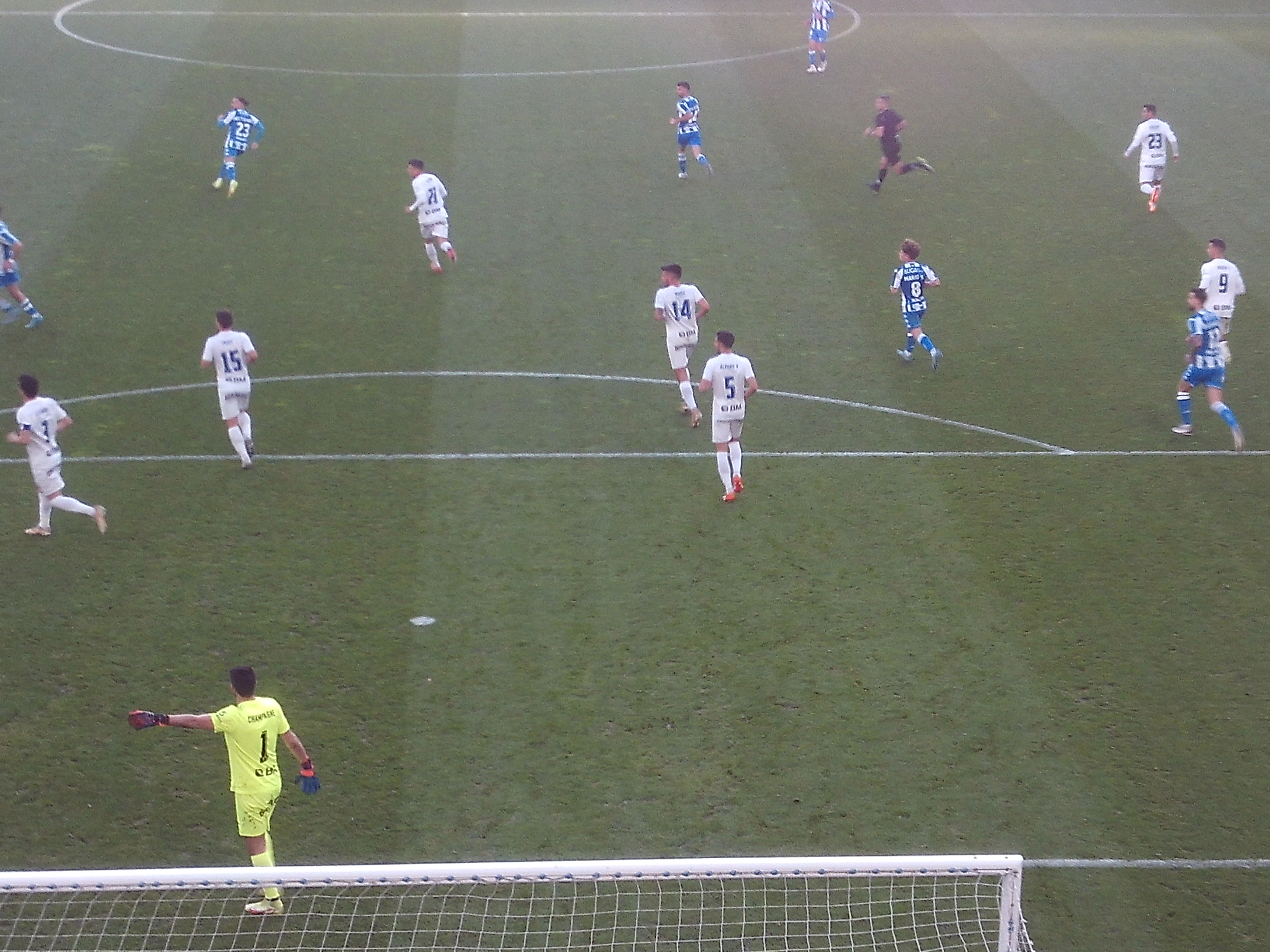
Матчі «Депортіво» проти «Райо Махадаонди».

Клуб «Райо Махадаонда» був заснований у 1976 році і одразу ж був зареєстрований у Федерації футболу Мадрида. Він грав у регіональних дивізіонах до 1987 року, коли вийшов до Терсери.
Клуб закріпився в четвертому дивізіоні до сезону 1996/97 років, коли він досяг першого в історії підвищення до Сегунди Б. Після цього було два вильоти поспіль, але клуб одразу повернувся до Терсери у 2000 році. Згодом клуб залишався у четвертому дивізіоні до 2015 року, провівши лише один сезон 2003/04 у Сегунді Б, коли він досяг підвищення з легендою клубу Антоніо Іріондо на посаді тренера.
27 травня 2018 року «Райо Махадаонда» вперше в історії вийшла до Сегунди, перемігши «Картахену» у поєдинку-відповіді півфіналу чемпіонського плей-оф завдяки автоголу на останніх секундах матчу. Через рік, після вильоту, Іріондо пішов у відставку. У другому дивізіоні клуб грав свої домашні ігри на арені «Ванда Метрополітано», домашньому стадіоні «Атлетіко Мадрид» через недостатню кількість сидячих місць на «Естадіо Серро дель Еспіно».
Згідно з умовами гри в повністю професійному другому дивізіоні, клуб «Райо Махадаонда» мав рік, щоб створити Sociedad Anónima Deportiva, форму відкритого товариства з обмеженою відповідальністю. Початковим мажоритарним акціонером у вересні 2019 року став Алехандро Аррібас, вихованець клубу, який на той час ще професійно грав за «Реал Ов'єдо».
Також у вересні 2019 року новим президентом клубу став Хосе Марія Санс..

## Статистика по сезонах
| Сезон   | Рів. | Дивізіон      | Місце | Кубок   |
| ------- | ---- | ------------- | ----- | ------- |
| 1976–77 | 8    | Терсера Р. О. | 1     |         |
| 1977–78 | 8    | Терсера Р. П. | 12    |         |
| 1978–79 | 8    | Терсера Р. П. | 17    |         |
| 1979–80 | 9    | Терсера Р. О. | 1     |         |
| 1980–81 | 8    | Терсера Р. П. | 3     |         |
| 1981–82 | 8    | Терсера Р. П. | 1     |         |
| 1982–83 | 7    | Сегунда Рег.  | 1     |         |
| 1983–84 | 6    | Прімера Рег.  | 2     |         |
| 1984–85 | 5    | Прімера Р. П. | 6     |         |
| 1985–86 | 5    | Прімера Р. П. | 4     |         |
| 1986–87 | 5    | Прімера Р. П. | 2     |         |
| 1987–88 | 4    | Терсера       | 5     |         |
| 1988–89 | 4    | Терсера       | 15    |         |
| 1989–90 | 4    | Терсера       | 14    |         |
| 1990–91 | 4    | Терсера       | 11    |         |
| 1991–92 | 4    | Терсера       | 5     |         |
| 1992–93 | 4    | Терсера       | 8     | 1 раунд |
| 1993–94 | 4    | Терсера       | 11    |         |
| 1994–95 | 4    | Терсера       | 2     |         |
| 1995–96 | 4    | Терсера       | 1     |         |

| Сезон     | Рів. | Дивізіон   | Місце | Кубок      |
| --------- | ---- | ---------- | ----- | ---------- |
| 1996–97   | 4    | Терсера    | 1     |            |
| 1997–98   | 3    | Сегунда Б  | 18    |            |
| 1998–99   | 4    | Терсера    | 20    |            |
| 1999–2000 | 5    | Рег. Преф. | 1     |            |
| 2000–01   | 4    | Терсера    | 1st   |            |
| 2001–02   | 4    | Терсера    | 14    | Попередній |
| 2002–03   | 4    | Терсера    | 4     |            |
| 2003–04   | 3    | Сегунда Б  | 20    |            |
| 2004–05   | 4    | Терсера    | 8     |            |
| 2005–06   | 4    | Терсера    | 9     |            |
| 2006–07   | 4    | Терсера    | 10    |            |
| 2007–08   | 4    | Терсера    | 12    |            |
| 2008–09   | 4    | Терсера    | 3     |            |
| 2009–10   | 4    | Терсера    | 9     |            |
| 2010–11   | 4    | Терсера    | 10    |            |
| 2011–12   | 4    | Терсера    | 11    |            |
| 2012–13   | 4    | Терсера    | 8     |            |
| 2013–14   | 4    | Терсера    | 7     |            |
| 2014–15   | 4    | Терсера    | 1     |            |
| 2015–16   | 3    | Сегунда Б  | 14    | 1 раунд    |

| Сезон   | Рів. | Дивізіон     | Місце | Кубок      |
| ------- | ---- | ------------ | ----- | ---------- |
| 2016–17 | 3    | Сегунда Б    | 4     |            |
| 2017–18 | 3    | Сегунда Б    | 1     | 1 раунд    |
| 2018–19 | 2    | Сегунда      | 19    | 3 раунд    |
| 2019–20 | 3    | Сегунда Б    | 6-й   | 2 раунд    |
| 2020–21 | 3    | Сегунда Б    | 4 / 1 | 1 раунд    |
| 2021–22 | 3    | Прімера КІФФ | 4-й   | 1/8 фіналу |
| 2022–23 | 3    | Прімера Фед. |       | 1 раунд    |

## Футбольна академія
- Клуб має сильну академію, через яку пройшла низка відомих гравців. Зокрема у школі клубу навчались майбутні французькі збірники і брати Лукас і Тео Ернандеси, гравці збірної Іспанії Маркос Льоренте та Родрі, а також гравець збірної Іспанії та Марокко Мунір[8].